# Kapela Podravska
Kapela Podravska – wieś w Chorwacji, w żupanii varażdińskiej, w gminie Veliki Bukovec. W 2011 roku liczyła 466 mieszkańców.